# 상치 충돌 사고
상치 충돌 사고는 2018년 1월 6일 파나마 국적 이란 소유의 MV 상치가 13만 6천 톤(96만 배럴)의 콘덴세이트를 싣고 이란에서 대한민국으로 항해하던 도중에 상하이 동쪽 300km(160마일) 위치에서 홍콩 국적 화물선 CF 크리스탈과 충돌한 사건이다. 상치호는 10일 오후 1시쯤 저장성 저우산 시 인근에서 폭발했다. 이 사고로 30명의 상치호에 승선했던 30명의 이란인과 2명의 방글라데시인 등 승무원 전원이 사망했다. 상치호는 1주일이 넘게 타올랐고, 1월 14일 침몰했다.

## 사고 경위

### 배경
사고 선박의 제원은 다음과 같다.
| 선명                   | 선종   | 호출부호    | 제조사          | 선적   | 소유주 | 적하중량  | 선장  | 선폭 | 선령 |
| ---------------------- | ------ | ----------- | --------------- | ------ | --- | --------- | ----- | ---- | ---- |
| 상치 SANCHI            | 유조선 | IMO 9356608 | 현대삼호중공업  | 파나마 | 이란국영유조선 NITC, National Iranian Tanker Company                                                          | 164,154톤 | 274 m | 50 m | 9년  |
| CF 크리스탈 CF CRYSTAL | 벌크선 | IMO 9497050 | 중국 청시조선소 | 홍콩   | 중국 저장성 원링창펑쉬핑(溫嶺市 長峰海運) 유한공사 SHANGHAI CP INTERNATIONAL SHIP MANAGEMENT & BROKER CO. LTD | 75,725톤  | 225 m | 32 m | 6년  |

상치는 2017년 12월 16일 한화토탈이 의뢰한 6천만 달러에 상당하는 136,000톤의 초경질유를 싣고 이란의 아살루예 항에서 대산항을 향해 출발, 2018년 1월 5일 오전에는 대만 동쪽 해상을 통과하고 있었고, 1월 7일 도착할 예정이었다. 승무원은 32명으로, 30명의 이란인과 2명의 방글라데시인이 승선했다.21명의 선원이 승선한 CF 크리스탈은 미국에서 64,000톤의 곡물을 싣고 중국 광둥성으로 향하던 중이었다.